# Посольство Польши в США

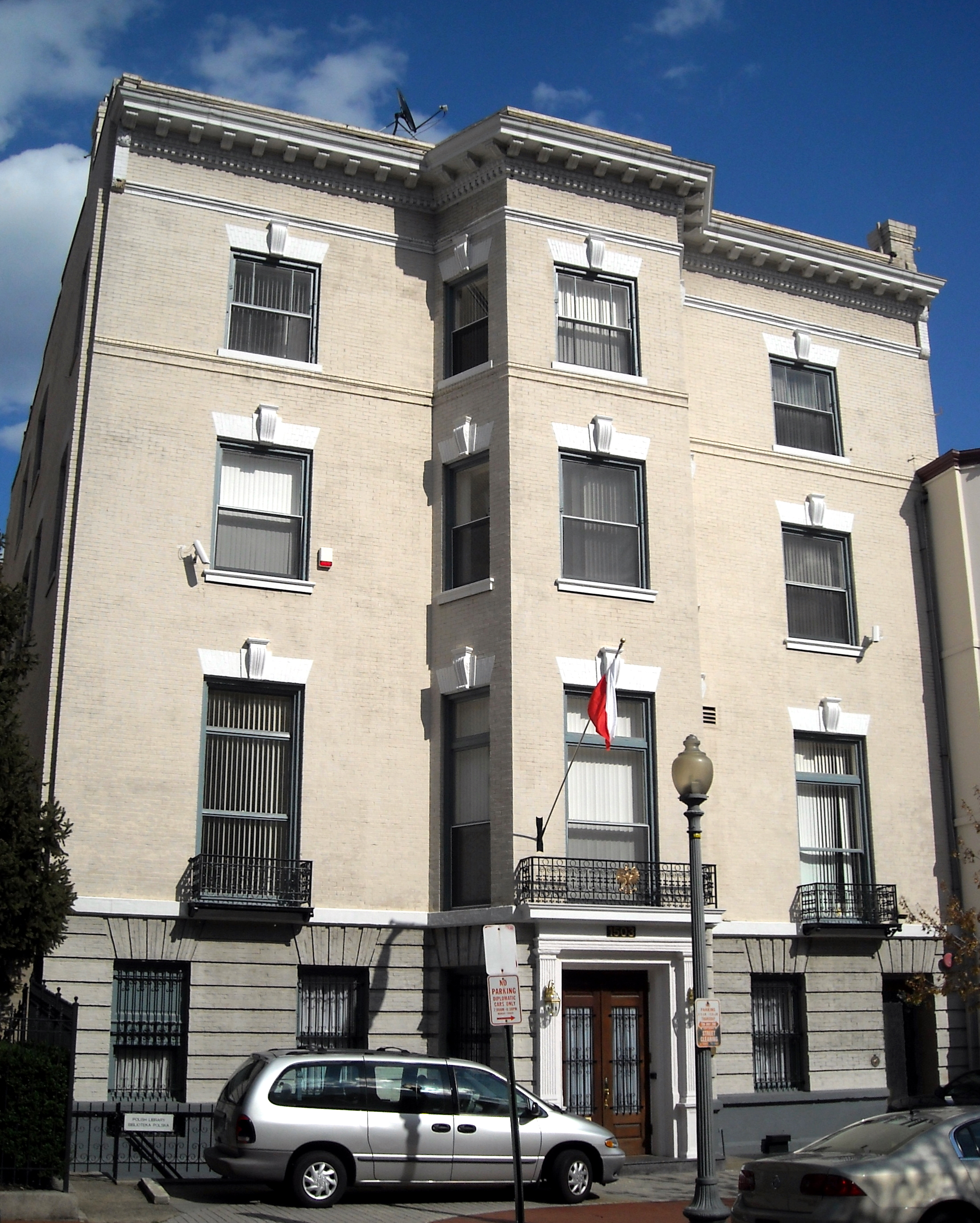
Экономический отдел посольства на 21st Street

Посольство Польской Республики в Соединённых Штатах Америки (пол. Ambasada Rzeczypospolitej Polskiej w Stanach Zjednoczonych Ameryki, англ. Polish Embassy in United States of America) — польское дипломатическое представительство, расположенное по адресу 2640 16th St NW Вашингтон, округ Колумбия.

## Организационная структура
- Политический отдел (пол. Wydział Polityczny)
- Отдел по делам СМИ (пол. Wydział Prasowy)
- Отдел культуры (пол. Wydział Kultury)

- Институт польской культуры в Нью-Йорке (пол. Instytut Kultury Polskiej w Nowym Jorku) 350 Fifth Avenue, Ste 4621, Нью-Йорк, штат Нью-Йорк

- Отдел науки, образования и технологий (пол. Wydział Nauki, Edukacji i Technologii)
- Экономический отдел (пол. Wydział Ekonomiczny) 1503 21st Street NW, Вашингтон, округ Колумбия
- Отдел поддержки торговли и инвестиций (пол. Wydział Promocji Handlu i Inwestycji) 1503 21st Street NW, Вашингтон, округ Колумбия

- Silicon Valley Acceleration Center, 180 Sansome St., 6th Fl., Сан-Франциско, Калифорния

- Консульский отдел (пол. Wydział Konsularny) 2224 Wyoming Avenue NW, Вашингтон, округ Колумбия
- Бюро военного атташе (пол. Ataszat Obrony) 2224 Wyoming Avenue NW, Вашингтон, округ Колумбия
- Административный отдел (пол. Wydział Administracji)
- Финансовый советник (пол. Radca Finansowy)
- Генеральное консульство Польши в Чикаго (пол. Konsulat Generalny RP w Chicago) 1530 N.Lake Shore Dr., Чикаго, Иллинойс
- Генеральное консульство Польши в Лос-Анджелесе (пол. Konsulat Generalny RP w Los Angeles) 12400 Wilshire Blvd., Ste 555, Лос-Анджелес, Калифорния
- Генеральное консульство Польши в Нью-Йорке (пол. Konsulat Generalny RP w Nowym Jorku) 233 Madison Ave., Нью-Йорк, штат Нью-Йорк
- Генеральное консульство Польши в Хьюстон (пол. Konsulat Generalny RP w Houston) 3040 Post Oak Blvd suite 825, Хьюстон, штат Техас
- Школьный консультационный пункт при посольстве Польши в Вашингтоне (пол. Szkolny Punkt Konsultacyjny przy Ambasadzie RP w Waszyngtonie) Maret School, 3000 Cathedral Ave, N.W., Вашингтон, округ Колумбия.

## История
Дипломатические отношения между США и Польшей были установлены в 1919 году. В 1929 году, во время празднования 150-летия Казимежа Пулавского, ранг представительства поднят до посольства.
В период II Польской Республики в США действовала сеть польских консульств:
- В 1919 году открыты генеральное консульство в Нью-Йорке и консульские агентства в Бостоне и Филадельфии.
- В 1920 году открыты генеральное консульство в Чикаго, консульство в Буффало, вицеконсульство в Питтсбурге, вицеконсульство в Сан-Франциско.
- В 1921 году открыто консульство в Детройте.
- В 1922 году открыто вицеконсульство в Сент-Луисе.
- В 1932 году закрыто консульство в Буффало.
- В 1939 году закрыто вицеконсульство в Питтсбурге.

В 1945 году правительство США признало в качестве представителя Польши, вместо представителя польского правительства в изгнании, представителя Народной Польши. ПНР представляли посольство в Вашингтоне и консульства в Чикаго, Детройте, Нью-Йорке и Питтсбурге. Позднее закрыты консульства в Детройте и Питтсбурге. В 1991 году открыто генеральное консульство в Лос-Анджелесе.

## Здание посольства
Здание посольства по адресу 2640 16th St NW, было построено в 1910 году архитектором Оклей Тоттеном для резиденции американского сенатора Джона Б. Хендерсона. Дом был куплен в 1919 году первым представителем Польши в США князем Казимежем Любомирским за сумму в 160 тысяч долларов США. Затем князь продал строение польскому правительству за символическую сумму в 1 доллар.
В 2008 году польское правительство за 9.5 миллионов долларов купило объект по адресу 3041 Whitehaven Street для использования в представительских целях, а также в качестве резиденции посла. Здание находится неподалёку от посольств Дании, Великобритании, Италии и семейной резиденции Клинтонов. Здание построено в грегорианском стиле в 1927 году в качестве резиденции миллиардера Пола Меллона. Площадь дома 875 м².
В здании Отдела поддержки торговли и инвестиций размещается также независимая культурная организации «Польская библиотека в Вашингтоне».

## Список послов Польши в США
- 1919—1922 К. Любомирский
- 1922 Ф. Я. Пулавский
- 1922—1923 Г. Гливиц
- 1923—1925 В. Врублевский
- 1925—1929 Я. Цехановский
- 1929—1932 Т. Филипович
- 1932—1933 В. Соколовский
- 1933—1935 С. Патек
- 1935—1936 В. Соколовский
- 1936—1940 Е. Потоцкий
- 1940—1945 Я. Цехановский
- 1945 Я. Жултовский
- 1945—1947 О. Ланге
- 1947—1955 Ю. Виневич
- 1955—1961 Р. Спасовский
- 1961—1967 Э. Дрожняк
- 1967—1972 Е. Михаловский
- 1972—1977 В. Тромпчиньский
- 1978—1982 Р. Спасовский. Попросил политического убежища в США.
- 1982—1988 З. Людвичак
- 1988—1990 Я. Кинаст
- 1990—1993 К. Дзевановский
- 1993—1994 М. Козловский
- 1994—2000 Е. Кожминьский
- 2000—2005 П. Грудзиньский
- 2005—2008 Я. Рейтер
- 2008—2012 Р. Купецкий
- 2012—2016 Р. Схнепф
- 2016—2021 П. Вильчек
- 2021—2024 М. Магеровски